# 1588
Évszázadok: 15. század – 16. század – 17. század
Évtizedek: 1530-as évek – 1540-es évek – 1550-es évek – 1560-as évek – 1570-es évek – 1580-as évek – 1590-es évek – 1600-as évek – 1610-es évek – 1620-as évek – 1630-as évek
Évek: 1583 – 1584 – 1585 – 1586 –  1587 – 1588 – 1589 – 1590 – 1591 – 1592 – 1593

## Események

### Határozott dátumú események
- április 4. – II. Frigyes halála után 11 éves fia, IV. Keresztély lesz Dánia és Norvégia királya, valamint Schleswig és Holstein hercege.
- május 12. – A barikádok napja(wd) Párizsban: a tizenhatok tanácsa(wd) és I. Henrik guise-i herceg által szított felkelés III. Henrik francia király ellen.[1]
- július 28. – Anglia legyőzi a spanyol II. Fülöp híres „győzhetetlen armadáját”.[2]
- október 8. – Rákóczi Zsigmond győzelmet arat Szikszónál a törökök fölött.[3]
- december 8–23. – A medgyesi országgyűlés nagykorúsítja a 16 éves Báthory Zsigmondot, aki ezentúl önállóan gyakorolja fejedelmi hatalmát.[4]
- december 23. – III. Henrik francia király meggyilkoltatja I. Henrik guise-i herceget.[1]

### Határozatlan dátumú események
- az év folyamán – Párizsból minden prostituáltat kitiltanak. (Aki ellenállt, annak leborotválták a fejét, s vasketrecbe zárták.)[5]

## Az év témái

### 1580 a tudományban
- Megjelenik Tycho Brahe fő műve, a De mundi aetherei recentioribus phaenomenis (Az éteri világ új jelenségeiről).[6]
- Megjelenik Frankovith Gergely Hasznos és fölötte szükséges könyv című műve, a legrégebbi ismert, magyar nyelvű nyomtatott orvosi könyv.[7]

## Születések
- április 5. – Thomas Hobbes angol filozófus († 1679)
- május 2. – Étienne Pascal matematikus († 1651)
- szeptember 1. – II. Henri de Bourbon-Condé a Bourbon királyi család tagja, Condé 3. hercege, a francia király fővadászmestere († 1646)
- szeptember 8. – Marin Mersenne francia szerzetes, matematikus, fizikus († 1648)

## Halálozások
- április 19. – Paolo Veronese, a 16. századi velencei festészet egyik legnagyobb alakja (* 1528)
- augusztus 5. – I. Henri de Bourbon-Condé Condé hercege (* 1552)
- december 23. – I. Henri de Guise guise-i herceg, hadvezér, a Szent Liga vezetője (* 1550)
- december 24. – I. Louis de Guise reimsi érsek, bíboros, a Szent Liga egyik vezetője (* 1555)